# Lagărul de exterminare Treblinka
Treblinka II, numit oficial SS-Sonderkommando Treblinka, a fost un lagăr de exterminare al Germaniei Naziste situat în estul Poloniei ocupate în timpul celui de-Al Doilea Război Mondial. La Treblinka a avut loc prima revoltă și evadare în masă a deținuților din lagărele de exterminare.

## Construcția lagărului
Lagărul Treblinka II a fost înființat conform planului denumit Operațiunea Reinhard, de exterminare a evreilor, împreună cu lagărele de exterminare Belzec și Sobibor.

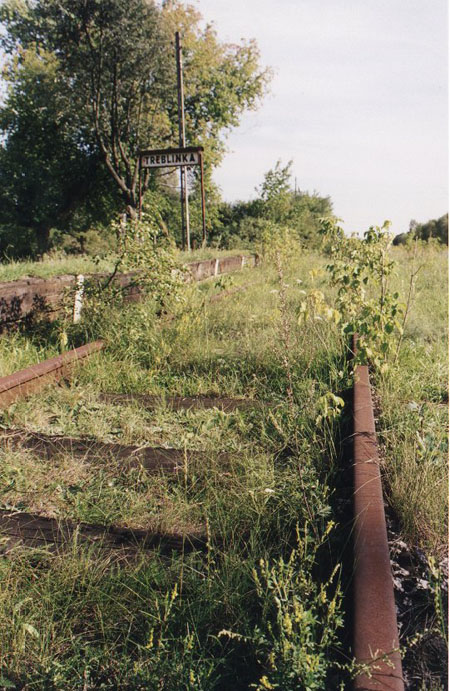
Locul fostei stații de cale ferată a satului Treblinka.

Terenul lagărului a fost stabilit în aprilie 1942, iar construcția a început la sfârșitul lui mai sau începutul lui iunie, când celelalte două lagăre erau deja în funcțiune.
Terenul era împădurit și relativ izolat de localități, la circa 80 km în linie dreaptă la nord-est de Varșovia, nu departe de râul Bug, frontiera cu Uniunea Sovietică înainte de atacarea acesteia. La patru kilometri de teren se afla satul Treblinka și stația de cale ferată a acestuia, iar pădurea despărțea terenul pe o distanță de un kilometru de satul Wółka Okrąglik⁠(d). Pe lângă teren trecea un drum și o linie ferată de la stația Treblinka la o carieră de pietriș exploatată dinainte de război. Aici exista deja, din primăvara lui 1941, un lagăr de muncă de pedeapsă administrat de SS, pentru exploatarea ei în continuare, care va fi numit Treblinka I. În acesta erau polonezi deținuți pe durată limitată, cu diverse motive și pretexte. Au mai fost și evrei în număr mic, până la începutul lui iulie 1942.
Treblinka II a fost construit sub conducerea inginerului devenit ofițer SS Richard Thomalla⁠(d), la doi kilometri de Treblinka I, de deținuți din acesta și de evrei aduși din localități apropiate. Terenul a fost înconjutat cu un gard interior de sârmă ghimpată și, la 40-50 de metri de acesta, de un baraj antitanc din cai de friză⁠(d) cu sârmă ghimpată. Linia ferată spre Treblinka I a fost înglobată între cele două împrejmuiri și de la ea, în același timp cu construirea clădirilor, a fost construită o derivație până în interiorul lagărului, și o rampă de-a lungul acesteia. O primă fază a construcției s-a terminat pe la mijlocul lui iulie 1942 și evreii din Treblinka I au fost mutați în Treblinka II. Exterminarea în masă a început la 23 iulie, dar lucrările au continuat timp de mai multe luni.

## Structura lagărului

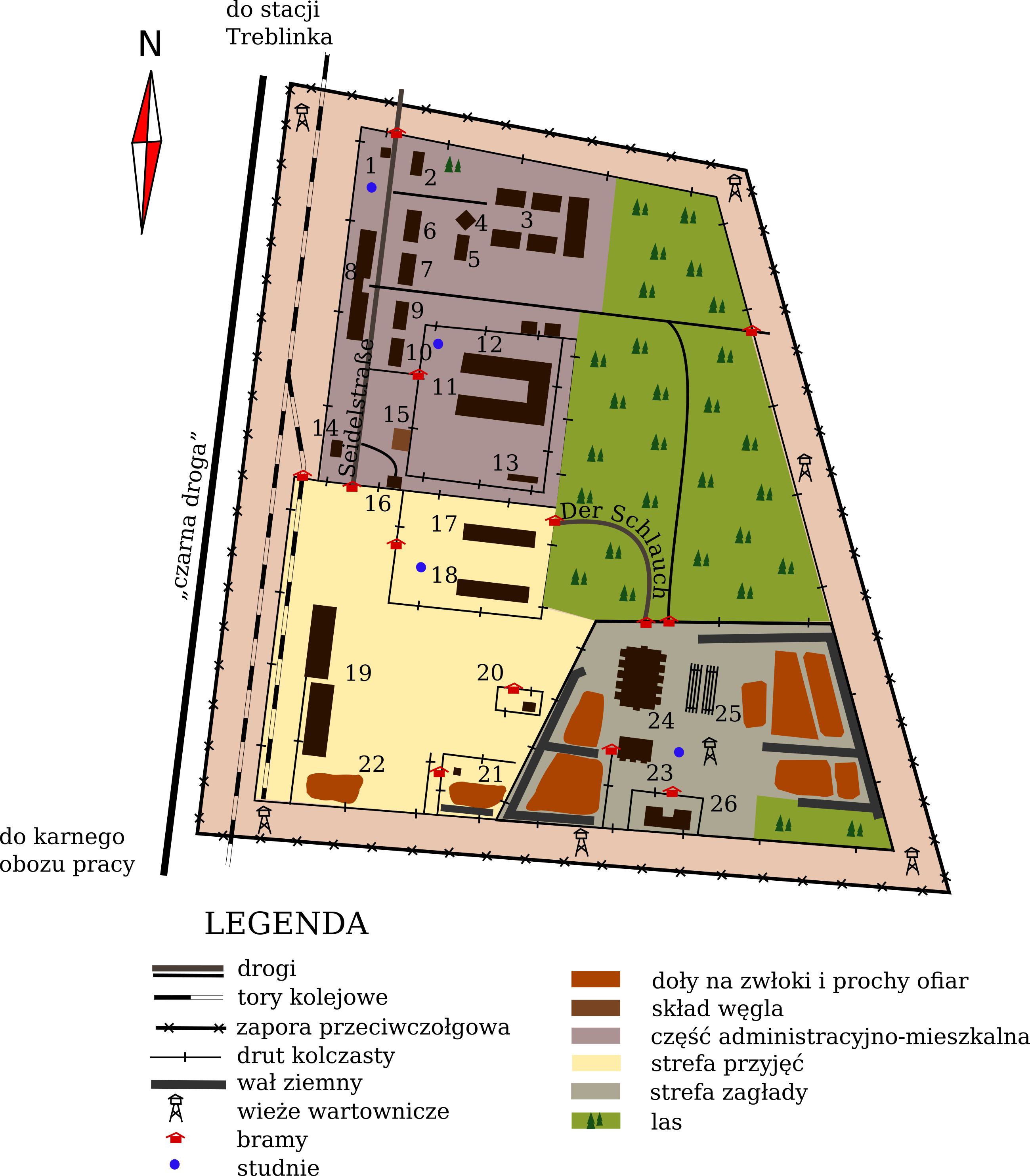
Planul lagărului.

Lagărul era compus din trei sectoare. În sectorul I erau corpul de gardă, comandamentul, spații de locuit pentru personal, brutăria, bucătăria și sala de mese a personalului, spații de servicii pentru SS-iști (frizerie, infirmerie, cabinet de stomatologie). Toate acestea erau mobilate și utilate cu lucruri confiscate de la evrei din localități apropiate. În același sector mai era o mică grădină zoologică cu un cerb, două vulpi și doi păuni. Tot în partea aceasta a sectorului I mai erau depozite, magazia de armament, garajul, un grajd pentru cai, o curte de păsări, cotețe pentru porci și o mică grădină de legume pentru SS-iști. În interiorul acestui sector, limitat de garduri de sârmă ghimpată, era spațiul unei părți din deținuți, cu baraca femeilor și cea a bărbaților, bucătăria, spălătoria, infirmeria deținuților, depozitul de unelte și atelierele în care lucrau deținuții meseriași: croitorie, cizmărie, tâmplărie, fierărie, lăcătușerie și tinichigerie. Tot acolo era terenul de apel și o latrină. Restul sectorului I era acoperit de pădure.
Sectorul II era cel în care erau recepționați deportații nou sosiți. Acolo era linia moartă pe care erau împinse vagoanele care îi transportau, cu rampa mărginită de barăci deghizate în stație de cale ferată, de fapt depozitele în care se sortau și se țineau lucrurile luate de la deportați. În centrul sectorului era un teren în care deportații trebuiau să-și lase bagajele. Mai exista o baracă în care trebuiau să se dezbrace femeile și copiii lor, cu o încăpere în care erau tunse femeile, și o baracă în care se dezbrăcau bărbații. La o oarecare distanță de aceste barăci, lângă gardul lagărului era o baracă deghizată în spital, numită Lazarett, înconjurată de gard de sârmă ghimpată.
De la barăcile de dezbrăcare pornea o alee care ducea în sectorul III, cel în care avea loc exterminarea, înconjurat de gard de sârmă ghimpată și mascat cu un val de pământ. Aici erau camere de gazare⁠(d). Inițial a existat o clădire cu trei camere, dar la începutul lui septembrie 1942 s-a construit alta, despre care se presupune că avea 8-10 camere. Clădirea imita oarecum o sinagogă. Deasupra intrării era fixată o stea a lui David. Aceasta era singura clădire din lagăr care nu era din lemn. Tot în acest sector erau gropi comune pentru cadavre. În februarie 1943, Heinrich Himmler a ordonat să fie șterse urmele genocidului, inclusiv prin dezgroparea cadavrelor și arderea lor. Pentru aceasta s-au instalat două grătare din șine de cale ferată, pe care s-au ars cadavrele. Se mai găsea aici baraca în care dormeau deținuții folosiți la lucru în acest sector, bucătăria, spălătoria și latrina lor, înconjurate cu gard de sârmă ghimpată.
Gardul din jurul lagărului, cel al sectorului III, cel din jurul Lazarettului și cele care mărgineau aleea către sectorul III erau camuflate cu crengi de pin, ca să nu se poată vedea dincolo de ele.
Sectorul I și II aveau denumirea comună de „lagărul de jos” sau „lagărul I”, iar sectorul III era numit „lagărul de sus” sau „lagărul II”.

## Personalul
Funcționarea lagărului era supravegheată de circa 20-30 de ofițeri și subofițeri SS. Cei mai mulți dintre ei participaseră la acțiunea numită T4, de ucidere a celor cu dizabilități intelectuale și mintale, începută în septembrie 1939 în Germania. Lagărul a avut succesiv trei comandanți. Primul, Irmfried Eberl⁠(d), în funcție în iulie-august 1942, a fost schimbat pe motiv de incompetență din cauza deficiențelor de organizare care au creat condiții haotice în lagăr. A fost urmat de Franz Stangl (august 1942-august 1943), care îl avea adjunct pe Kurt Franz⁠(d). După revoltă, acesta a devenit comandant în august 1943-noiembrie 1943, răspunzând de lichidarea lagărului. SS-iștii nu aveau sarcini de gardă. Aceasta era asigurată de 80-120 de foști prizonieri de război sovietici, dar și civili din teritorii din est ocupate, trecuți în slujba germanilor. Erau în majoritate de naționalitate ucraineană și germană, dar și de alte naționalități. În afară de gardă colaborau la procesul de exterminare și, la fel ca SS-iștii, comiteau și ei atrocități.
Servitoarele, bucătăresele și femeile de serviciu ale SS-iștilor erau poloneze și ucrainence. Acestea aveau baraca lor în sectorul I al lagărului.

## Procesul de exterminare
Lagărul Treblinka II a fost construit pentru exterminarea evreilor din Polonia, dar au fost uciși aici și grupuri mai mici de evrei din alte țări (Austria, Germania, Grecia, Macedonia ocupată de Bulgaria de la Iugoslavia, Cehia și Lituania), precum și circa 2.000 de romi.

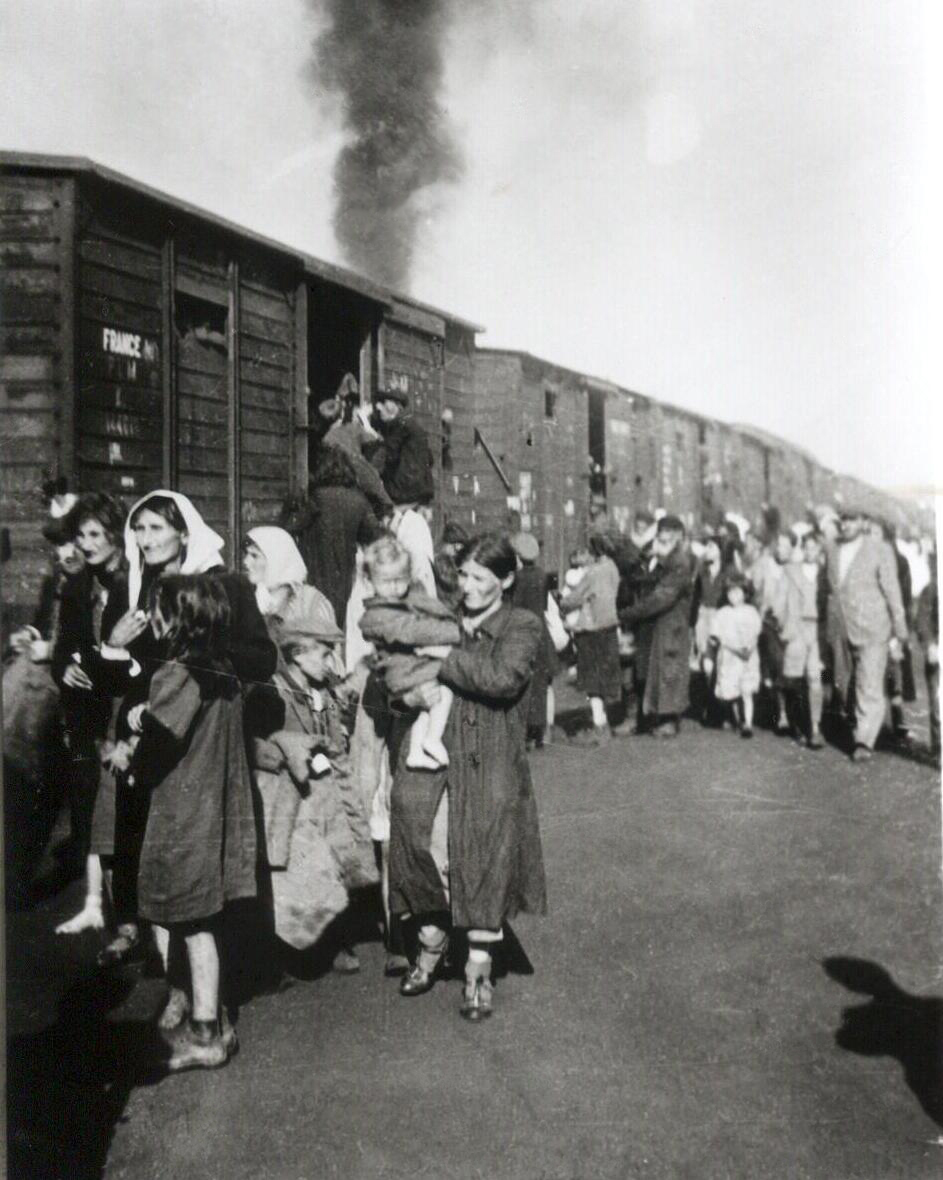
Deportare la Treblinka din ghetoul de la Siedlce, în 1942.

Marea majoritate a deportaților erau aduși pe calea ferată, înghesuiți în vagoane de marfă sau de vite încuiate. Cei mai slabi sau bolnavi mureau în timpul transportului. Cei vii erau coborâți din vagoane și erau selectați un număr de deportați pentru muncile din lagăr. Ceilalți care se puteau deplasa erau mânați pe terenul din sectorul II. Cei care nu puteau, și copiii neînsoțiți erau duși la baraca mascată în spital, numită Lazarett. Erau împușcați și arși într-o groapă din spatele barăcii, împreună cu cadavrele din vagoane. Tot acolo ajungeau și deținuții lucrători împușcați pentru că erau prea slăbiți sau prea bolnavi, ori drept pedeapsă, precum și toate documentele, fotografiile, hainele și obiectele inutilizabile luate de la deportați. Pe terenul din sectorul II, deportații trebuiau să-și lase bagajele și erau grupați bărbații într-o parte și femeile cu copiii în alta. Li se spunea că vor face duș și că li se vor dezinfecta hainele, apoi erau mânați în barăcile de dezbrăcare separate pentru cele două grupuri, unde trebuiau să-și lase toate hainele și obiectele pe care le aveau asupra lor, iar femeile erau tunse în încăperea destinată pentru aceasta. După aceea erau mânați în sectorul III prin aleea prevăzută cu un indicator pe care scria Zum Baden (Către băi). Aici erau uciși în camerele de gazare cu gazul de eșapament de la un motor de tanc, care provoca o agonie lentă, de 15-20 de minute.

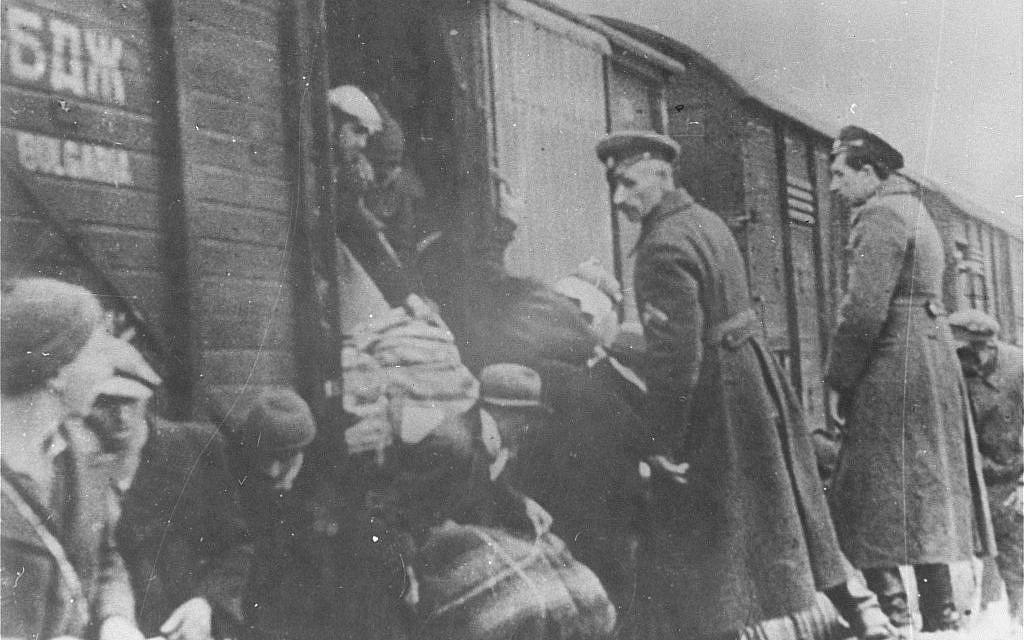
Deportare la Treblinka din Macedonia ocupată de Bulgaria.

SS-iștii voiau să le creeze deportaților iluzia că au sosit într-o tabără de tranzit unde trebuie să facă duș și să li se dezinfecteze hainele, după care vor fi trimiși la muncă în est. Deportații din primele transporturi, de câte 5.000 la 7.000 pe zi, au și crezut aceasta, dar apoi transporturile au fost de câte 10.000 la 12.000 pe zi și lagărul nu avea capacitatea de exterminare necesară. Trenurile erau primite cu mari întârzieri și soseau cu mulți morți. În aceste condiții, deportații știau ce îi așteaptă. Încă de la coborârea din tren, SS-iștii și gardienii începeau să-i brutalizeze cu cravașe sau bâte, îi amenințau cu împușcarea și îi împușcau pe cei recalcitranți. Groaza deportaților creștea, culminând în camerele de gazare și în preajma lor.
[[Fișier:Franciszek Ząbecki stacja Treblinka.jpg|thumb|{{ill-WD|Franciszek Ząbecki⁠(d), șeful stației satului Treblinka și membru al rezistenței poloneze (cel vorbind la telefon).]]

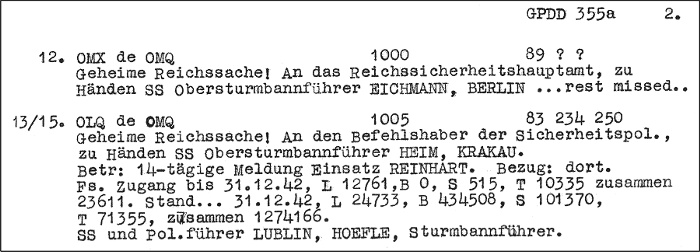
, așa cum a fost decodificată. „71355” este considerat a fi transcrierea greșită a numărului de 713.555 de deportați ce reiese din totalul de 1.274.166 pentru cele trei lagăre ale operațiunii Reinhard, plus lagărul Majdanek.

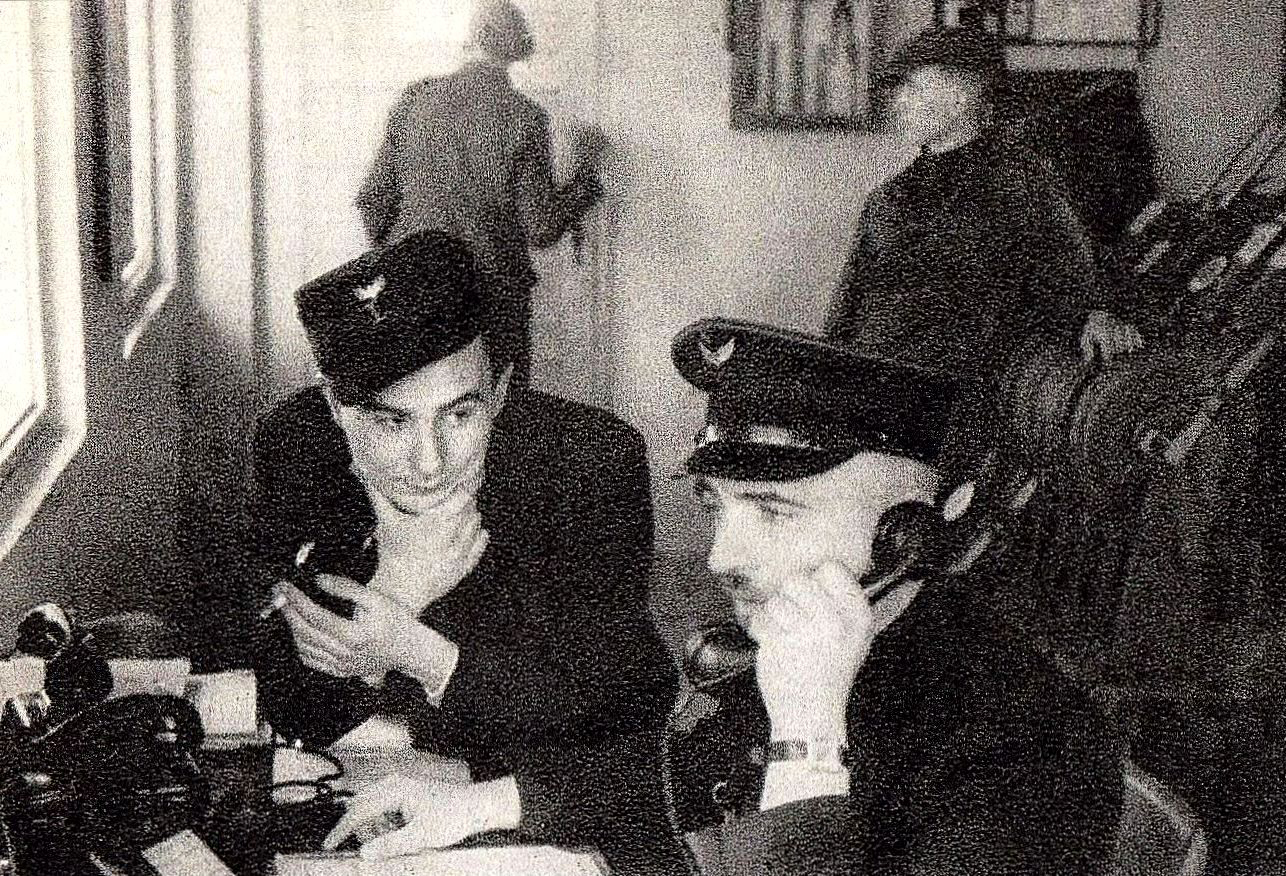
ill-WD|, șeful stației satului Treblinka și membru al rezistenței poloneze (cel vorbind la telefon).

Nu se știe exact câte victime a avut genocidul la Treblinka. Numărul lor minim este estimat la 700.000. În anul 2000 s-a găsit printre documente desecretizate atunci, o telegramă captată și decriptată de serviciile secrete britanice, în care Hermann Höfle⁠(d), adjunctul lui Odilo Globočnik, comandantului operațiunii Reinhard raportează la sfârșitul anului 1942 deportarea la Treblinka a 713.555 de persoane. Tribunalul de la Düsseldorf a ajuns în 1965, la sfârșitul primului proces Treblinka, la o estimare de 900.000 de victime în total. Franciszek Ząbecki, fostul șef al stației de cale ferată din satul Treblinka în tot timpul existenței lagărului și membru al organizației poloneze de rezistență Armia Krajowa (Armata Teritorială), a afirmat în mai multe rânduri după război că a notat sistematic numărul de persoane înscrise cu creta pe fiecare vagon și a ajuns la un total de 1.200.000. Cercetători precum Chris Webb și Michèle Hausser-Gans consideră cel mai probabil numărul de 900.000.

### Acte de rezistență ale deportaților nou aduși
Actele de rezistență ale noilor deportați au fost foarte rare, căci știau că i-ar costa viața.
În august 1942 a avut loc un asemenea act. Franciszek Ząbecki a relatat după război că un partizan care urma să plece cu un tren de persoane din stație, a trecut pe lângă un tren cu deportați care staționa și i-a dat o grenadă unui tânăr din tren prin deschizătura de aerisire a vagonului. Când trenul a fost împins la rampa din lagăr și s-au deschis ușile, tânărul a aruncat grenada și a rănit grav un gardian. Cazul a fost confirmat de un fost gardian. Acesta fusese martor la eveniment și a precizat că gardianul respectiv a fost ucis, iar câțiva tineri, printre care cel cu grenada, au fost împușcați pe loc.
În decembrie 1942 a fost adus într-o seară un grup de circa 2.000 de deportați, printre care câteva zeci de tineri. Când li s-a ordonat să se dezbrace, câțiva le-au strigat celorlalți să nu se supună. S-a produs o răscoală. SS-iștii și gardienii prezenți au început să tragă în deportați. A avut loc o explozie. Un supraviețuitor dintre deținuții lucrători care a asistat la scenă, a relatat după război că s-a auzit o explozie, probabil de la o grenadă pe care a aruncat-o un deportat, și un gardian a fost grav rănit. Tinerii care mai erau pe terenul din mijlocul sectorului s-au năpustit la SS-iști și la gardieni, și unii care aveau cuțite s-au răspândit prin tot lagărul și au încercat să taie gardul ca să evadeze, iar alții s-au refugiat în baraca deținuților. Toți răsculații au fost prinși și unii împușcați pe loc, iar alții duși la camerele de gazare, unde au continuat să reziste. Au fost împușcați și ei sau împinși în camerele de gazare. Un supraviețuitor fost deținut lucrător în sectorul III a relatat că erau încuiați în baraca lor și au auzit tumultul. A doua zi au văzut o mulțime de morți în sector și au aflat de la un gardian ce se întâmplase. După acest eveniment nu s-au mai primit transporturi după căderea întunericului.
Un supraviețuitor al lagărului, Jankiel Wiernik⁠(d), a relatat actul unei tinere deportate. Deja dezbrăcată, a sărit peste un gard și a fugit spre deținuți. Un gardian a fugit după ea și, când a ajuns-o din urmă, fata i-a smuls pușca și a tras un foc, împușcând mortal un gardian, apoi l-a mai rănit pe unul. Până la urmă au prins-o și au ucis-o în bătaie.
Altă dată un grup de femei tinere a refuzat să intre în camerele de gazare și au fost bătute sălbatic cu bâte și paturi de pușcă, unele fiind omorâte în acest fel, iar celelalte prin gazare.
În timpul revoltei din ghetoul Varșoviei, prin aprilie-mai 1943 au început să fie aduși insurgenți capturați acolo. Unul din aceștia avea la el o grenadă. Când deportații au fost puși să se dezbrace, a aruncat-o. A fost ucis un gardian, rănit un SS-ist, trei deținuți lucrători și câțiva dintre noii deportați. Cei bănuți că dintre ei a aruncat unul grenada, au fost uciși pe loc.

## Deținuții lucrători
Deținuții lagărului erau deportați apți de muncă fizică bărbați și femei fără copii, selectați la sosirea transporturilor și lăsați în viață provizoriu pentru muncile de întreținere a lagărului și cele legate de procesul de exterminare, astfel încât să fie permanent circa 1000.
În prima fază a existenței lagărului, un număr de deținuți lucrători erau periodic uciși și înlocuiți cu nou veniți. Ceilalți trăiau mereu cu gândul că le va veni rândul în curând, mai ales că familiile unora, deportate împreună cu ei, fuseseră ucise imediat după sosire. La 11 septembrie 1942, un deținut, gândindu-se că va muri oricum, l-a ucis pe un SS-ist pe terenul de apel, fiind și el imediat ucis. În august 1942 devenise comandant al lagărului Stangl, care și-a dat seama că în asemenea condiții era întârziat procesul de exterminare. În cadrul reorganizării lagărului după perioada haotică a comandantului precedent, și în urma uciderii SS-istului, echipele de muncă au devenit relativ permanente și din ce în ce mai specializate în sarcinile lor. Totodată le-au fost întrucâtva ameliorate condițiile de viață și le era creată iluzia că vor scăpa cu viață. Astfel căuta comandantul să evite actele de rezistență. De-acum erau uciși în general numai cei care deveneau prea slabi sau prea bolnavi.
În sectoarele I și II erau folosiți circa 700 de deținuți. Cei mai mulți lucrau în sectorul II, în trei echipe distinse prin însemne de culori diferite pe care le purtau. Echipa albastră lucra pe rampa de la linia ferată. Membrii ei scoteau bagajele lăsate în vagoane și cadavrele celor morți în timpul transportului, după care curățau vagoanele. Tot ei încărcau în vagoane lucrurile luate de la deportați. Membrii echipei roșii îi duceau pe cei incapabili să se deplaseze la așa-zisul spital. Tot ei duceau bagajele, îmbrăcămintea și încălțămintea deportaților în barăcile de sortare. Aici lucra echipa galbenă, cea mai numeroasă. Membrii ei scoteau stelele galbene și orice alte elemente care indicau originea lor evreiască, scoteau tot ce era în buzunare (documente, fotografii), căutau și scoteau eventualele obiecte de valoare (bani, bijuterii) ascunse prin coasere în îmbrăcăminte, sortau îmbrăcămintea și toate obiectele după calitate și categorii, le împachetau și le pregăteau pentru trimitere în Germania, adunau la o parte tot ce era inutilizabil și tot ce era din hârtie, pentru a fi arse. O echipă formată din deținuți mai în vârstă aduna și sorta sticlele și vesela. O echipă numită Goldjuden (evreii cu aurul) era formată mai ales din bijutieri, ceasornicari și funcționari de bancă. Unii din ei preluau banii și obiectele prețioase (ceasuri, bijuterii, verighete etc.) la un ghișeu de la barăcile de dezbrăcare. Dacă apărea bănuiala că cineva mai ascundea asemenea obiecte, alții le căutau până și în organele genitale ale femeilor. 10-12 Goldjuden lucrau într-o baracă din sectorul I la sortarea, evaluarea, înregistrarea și ambalarea celor luate de la deportați. În baraca de dezbrăcare a femeilor era și o încăpere unde lucra echipa frizerilor, mai ales deținuți cu această profesie, care tundeau părul deportatelor. Acesta era dezinfectat de echipa de dezinfectare. Mai erau și câțiva adolescenți de 13-14 ani care se ocupau de animalele domestice și făceau alte munci mai mărunte, precum curățarea încălțămintei SS-iștilor. Circa 20 de meșteșugari și muncitori calificați lucrau în atelierele din spațiul deținuților din sectorul I. În afară de aceștia mai erau și echipe de drumari și constructori. La dispoziția SS-iștilor erau doi medici, un stomatolog și frizeri. Aceștia, împreună cu Goldjuden și lucrătorii din ateliere constituiau elita lucrătorilor.
În pădurea de lângă lagăr, supravegheată de gardieni, lucra echipa tăietorilor de copaci și de pregătire a lemnelor de foc. Altă echipă, escortată de gardieni, mergea în pădure, tăia crengi de pin, le ducea în lagăr și le fixa în gardurile de sârmă ghimpată, înlocuind mereu crengile uscate. Toamna și iarna funcționa o echipă care se ocupa de înmagazinarea și ferirea cartofilor de îngheț.
În lagăr au fost și deținute lucrătoare începând cu septembrie 1942. Numărul lor a variat în timp. La început au fost 25-30, dar spre sfârșitul iernii 1942-1943 au ajuns să fie circa 50. Majoritatea erau folosite la început la cele trei spălătorii din sectoarele I și II: a SS-iștilor, a gardienilor și a deținuților. Din februarie 1943 au lucrat femei și în spălătoria înființată în sectorul III. Altele au fost folosite ca bucătărese, și câteva cusătorese profesioniste în atelierul de croitorie.
În sectorul III, cel de exterminare, erau folosiți circa 300 de deținuți. Erau împărțiți în grupe. Una scotea cadavrele din camerele de gazare, alta curăța camerele, alta scotea dinții din metale prețioase și protezele dentare ale cadavrelor, alta le transporta pe acestea la o groapă săpată de un excavator și le plasa în ea. După ce se umplea groapa, era astupată și săpată alta. Când, începând cu februarie 1943, cadavrele au fost dezgropate cu excavatorul, tot deținuții de aici au trebuit să le ardă, iar pe cele ale deportaților uciși de atunci, imediat după gazare. Până în septembrie 1942, rata de mortalitate a acestor deținuți a fost cea mai mare. Rezistau fizic și mai ales psihic numai câteva zile și erau împușcați zilnic cu zecile, fiind înlocuiți cu alții din celelalte sectoare sau nou aduși. După aceea, și această echipă a fost cât de cât permanentizată prin formarea treptată a unei echipe de deținuți mai rezistenți, ale căror condiții de viață au fost și ele îmbunătățite întrucâtva, astfel că rata lor de mortalitate a scăzut. Au fost organizați în grupe separate pentru fazele succesive ale muncii pe care trebuiau să o facă. Acești deținuți nu puteau să iasă din sectorul III, de aceea aveau aici propria baracă, bucătărie și spălătorie.
O categorie aparte a deținuților era a celor desemnați pentru diferite funcții. Fiecare echipă de lucru avea un kapo⁠(d) care o supraveghea în timpul lucrului. Deținuții trebuiau să i se supună direct lui. Echipele mai mari erau împărțite în grupe, fiecare cu un șef. Fiecare baracă avea de asemenea un șef deținut care răspundea de tot ce se întâmpla în baracă: repartizarea cușetelor, curățenie, scoaterea deținuților la lucru etc. În vârful ierarhiei deținuților era șeful de lagăr deținut, unul în lagărul de jos și unul în lagărul de sus. Kapo, șefii de baracă și șefii de lagăr nu munceau fizic, aveau parte de condiții de viață mai bune decât ceilalți deținuți și aveau dreptul să-i pedepsească. De fiecare echipă de lucru, uneori de două sau trei, răspundea un SS-ist. În general, kapo era intermediar între acesta și deținuții din subordinea lui. Kapo primea ordinele de la SS-ist și îi dădea rapoarte. Deținuții cu funcții aveau comportamente diferite față de ceilalți. Unii erau de o cruzime egală cu cea a SS-iștilor, precum kapoul echipei roșii, alții erau omenoși, ca cel al echipei albastre sau ca șeful de lagăr al lagărului de jos.
Sutele de deținuți din lagăr aveau caractere și comportamente foarte diferite. Pe lângă kapo inumani care și denunțau deținuți SS-iștilor, mai erau și unii deținuți obișnuiți care le serveau drept informatori. Au existat cazuri în care unii din aceștia au fost uciși de ceilalți deținuți astfel, încât să pară că s-au sinucis.

### Condițiile de detenție
Deținuții erau treziți la ora 5. Primeau un surogat de cafea sau o supă cu pâine uscată și lucrau până la pauza de prânz de la ora 12. Atunci primeau supă cu cartofi, uneori cu carne de cal, apoi lucrau din nou până la cel puțin ora 18, când primeau din nou surogat de cafea cu pâine, uneori și o bucată de margarină sau de marmeladă. Hrana lor era mai consistentă când veneau transporturi de deportați, și SS-iștii tolerau ca deținuții să ia alimente aduse de aceștia. Când transporturile au devenit mai rare, alimentele erau luate de SS-iști, și deținuții luau din ele numai riscând să fie uciși dacă erau prinși. Spre sfârșitul perioadei de existență a lagărului, când nu mai veneau deloc transporturi, deținuții sufereau de foame, căci rațiile lor erau din ce în mai reduse. În tot timpul existenței lagărului a existat un trafic de alimente și chiar de alcool și țigări. Unii deținuți sortatori care găseau bani și obiecte prețioase, și le însușeau cu riscul vieții și puteau să-i corupă pe unii gardieni ca să le aducă astfel de produse din localități apropiate.
Avea loc un apel dimineața, unul în pauza de prânz și unul după programul de lucru, seara. La ora 21, deținuții erau închiși în barăci.
Deținuții erau forțați să lucreze într-un ritm uneori imposibil de susținut. Kapo aveau o cravașă sau o bâtă și cei inumani îi băteau pe cei pe care considerau că lucrează prea încet. Și în afară de aceasta, deținuții erau pedepsiți cu cruzime și pentru cele mai mici abateri: dacă nu stăteau cum era prescris în fața unui SS-ist, dacă nu-i răspundeau cum era prescris, dacă se găsea la ei ceva interzis, precum o țigară, o fotografie, o amintire din viața anterioară deportării. Pedepsele erau administrate la apelul de seară, chiar repetate pentru cei care fuseseră deja pedepsiți la locul de muncă. Constau în general din 25 la 50 de lovituri cu o curea de piele specială, date de un SS-ist sau un gardian. Cei care după aceea nu mai erau în stare să se ducă în baracă sau a doua zi nu mai puteau să iasă la muncă, erau împușcați. Altă pedeapsă era supunerea la așa-zise exerciții: alergare în cerc cu culcări și ridicări la comandă, în timp ce SS-iști și gardieni îi loveau cu cravașa. Cei care nu rezistau până când se termina „exercițiul” erau de asemenea împușcați.
A cauză importantă a mortalității deținuților au fost bolile. La începutul existenței lagărului au fost doi deținuți medici la dispoziția personalului. Aceștia se puteau ocupa de deținuți bolnavi numai pe ascuns și numai cu medicamente pe care le luau dacă puteau din cabinetul lor. În sectorul III nu exista nicio asistență medicală. În toamna lui 1942 s-a înființat o infirmerie pentru deținuți, care a primit doi medici deportați, dar numărul celor care se îmbolnăveau era totdeauna prea mare. În decembrie 1942 a izbucnit o epidemie de tifos exantematic din cauza condițiilor precare de igienă din lagăr. Deținuții aveau puține posibilități să se spele și numai uneori își puteau schimba hainele cu din acelea luate de la deportații nou aduși. Cei din sectorul III nu puteau practic deloc să-și schimbe hainele. S-au îmbolnăvit sute de deținuți, dar numai cei cu funcții și protejații lor au avut parte de tratament, în limita capacității infirmeriei. Cei mai mulți bolnavi încercau să fie prezenți la apeluri și la lucru în ciuda stării lor. Camarazii lor lucrau și în locul lor cât puteau, și unii kapo le dădeau voie să se odihnească din când în când. Zilnic erau împușcați zeci de deținuți prea bolnavi, mai ales în sectorul III. În februarie 1943 s-a efectuat o dezinfecție a întregului lagăr și atunci s-a înființat spălătoria în sectorul III. Epidemia a durat până la sfârșitul lui martie. Au murit circa 300 de deținuți din sectoarele I și II, și circa 100 din sectorul III. Au fost înlocuiți cu deportați noi.
Pentru a rămâne în viață în lagăr, era nevoie nu numai de rezistență fizică, ci și psihică. În sectorul III, mulți nu rezistau și se sinucideau, mai ales intelectuali. Sinuciderile se întâmplau noaptea, în unele nopți două-trei, în altele până la 15-20. SS-iștii au ajuns să ia măsuri pentru împiedicarea sinuciderilor. Doi deținuți au fost scutiți de lucru ziua și desemnați să împiedice sinuciderile. Totuși, sinuciderile au continuat și s-a renunțat la prevenirea lor.
SS-iștii au inventat și metode de tortură psihică pentru deținuți. Una dintre ele era muzica. De la începutul existenței lagărului a existat un trio de muzicanți neprofesioniști pe care îi puneau să cânte pentru distracția lor, dar erau obligați să cânte și în apropierea camerelor de gazare, ca să acopere țipetele celor mânați acolo. În ajunul lui 1 septembrie 1942, de aniversarea atacării Poloniei, au trebuit să cânte cântece evreiești, iar câțiva tineri deținuți au fost puși să danseze în fața tuturor deținuților aliniați. Într-un transport din iarnă a fost adus Artur Gold⁠(d), un compozitor de muzică de dans și dirijor celebru din Varșovia. Din transporturi au fost selectați și zece instrumentiști profesioniști, precum și cântăreți, printre care un tenor de operă. Cu instrumente luate de la deportați, au format o orchestră. S-a format și un cor din deținuți și deținute. Orchestra avea timp rezervat repetițiilor, când muzicienii erau scutiți de muncă în echipele lor. Croitorii le-au cusut și costume de scenă. Gold compunea cântece pe texte scrise de un deținut, pentru distracțiile SS-iștilor. Însă Gold a fost obligat să compună și un așa-zis imn al lagărului, pe care trebuiau să-l învețe toți deținuții și să-l cânte în drum la și de la lucru. Orchestra trebuia să cânte și la apelul de seară, în timpul aplicării pedepselor și al selectării slăbiților și bolnavilor duși la execuție, apoi să acompanieze cântarea „imnului lagărului”. S-a format un trio de muzicanți și în sectorul III, care cântau uneori la apelurile de acolo sau pentru SS-iști ori gardieni. Au compus și un cântec pentru sectorul III. În iunie și iulie 1943, deținuții de aici ardeau cadavre de la ora 4 dimineața până la amiază. Nu mai aveau de lucru după aceea și trebuiau să stea închiși în baracă. La un moment dat, ca să-i țină ocupați, SS-iștii i-au obligat să pregătească un spectacol, organizat de șeful deținut de acolo. Au făcut repetițiile în coridorul clădirii camerelor de gazare. La spectacol au asistat SS-iști și gardieni.
Altă „distracție” organizată de Kurt Franz, comandantul adjunct, au fost meciurile de box din primăvara și vara lui 1943. La început au participat la ele zece boxeri din Varșovia, aduși împreună cu antrenorul lor, cu echipamentul furnizat de SS-iști. Mai târziu au fost obligați să se bată și deținuți oarecare, ca „distracția” să fie mai mare. La meciuri trebuiau să asiste toți deținuții. Înaintea lor era și un program artistic. Cânta orchestra, cântăreții și corul, și se jucau și scheciuri umoristice. Evenimentul se încheia cu alte piese muzicale. În lagăr era și un grup de gimnastică antrenat de un campion de natație din Varșovia. Deținuții au fost puși să joace și meciuri de fotbal.
Când, mai ales de la începutul anului 1943, transporturile de noi deportați au devenit mai rare și populația deținuților mai stabilă, tensiunea a scăzut în oarecare măsură și deținuților li s-au permis unele lucruri care le aminteau de viața în libertate.
Deținuții aveau voie să se roage în baraca lor și să țină unele slujbe religioase dimineața și seara în atelierul de tâmplărie. Aveau cărți și șaluri de rugăciune, precum și filactere luate de la deportații uciși la sosire. De câteva ori au fost permise și înmormântări religioase. De Pesahul din 1943 s-au putut coace câteva azime în bucătăria din sectorul III.
În puținele ore dinafara programului de lucru, înainte de ora 21, dacă nu trebuiau să servească distracțiilor personalului, deținuților le era permis să aibă elemente de viață asemănătoare cu viața normală. Astfel, deținuții din sectorul III cântau și pentru ei, acompaniați de trioul de acolo.
Mai ales în ultimele luni de existență a lagărului erau permise vizitele bărbaților în baraca femeilor. S-au creat și relații de dragoste. Majoritatea bărbaților din cupluri erau dintre cei cu funcții. Au avut loc chiar și căsătorii religioase, de exemplu între un medic și o dentistă, sau între un mecanic și o fată din sectorul III.

## Acte de rezistență și evadări ale deținuților
Încă înainte de revolta și evadarea în masă din 2 august 1943 au avut loc acte de rezistență și evadări din lagăr.
Primul act de rezistență a fost menționat pe scurt mai sus. La 11 septembrie 1942 a fost adus un transport din care 5.000-6.000 de deportați fuseseră gazați, după ce un număr de bărbați fuseseră reținuți pentru muncă. La apelul de seară, SS-istul de serviciu la acesta a vrut să-i scoată din formație pe cei aduși în ziua aceea, ca să fie uciși și ei. Numai câțiva au ieșit din formație și SS-istul a început să-i bată pe deținuți. Atunci, deținutul Meir Berliner⁠(d) l-a înjunghiat pe SS-ist cu un cuțit pe care îl avea la el. Un gardian l-a omorât imediat lovindu-l în cap cu o lopată, iar ceilalți gardieni au tras în deținuți omorând sau rănind zeci dintre ei. Pe ceilalți i-au obligat să refacă formația și au mai scos zece dintre ei, pe care i-au împușcat pe loc. SS-istul a murit la spital sau în drum spre acesta. A doua zi dimineața, SS-iștii au mai ales încă 150 de deținuți și i-au împușcat. Berliner fusese deportat împreună cu soția și fiica lui, gazate la sosire, și își pregătise actul din timp.
Au existat mai multe evadări din lagăr, mai ales în prima perioadă a sa, când un număr de deținuți lucrători erau sistematic uciși tot la câteva zile și înlocuiți cu deportați nou aduși. Numărul evadărilor a scăzut după ce echipele de lucru au fost relativ permanentizate, dar și măsurile SS-iștilor de prevenire a evadărilor au devenit mai drastice. Unii au evadat fiind folosiți la încărcarea în trenuri a lucrurilor luate de la deportați. Se ascundeau printre baloturile de haine, apoi săreau din tren pe parcurs. Alții evadau noaptea, tăind gardul de sârmă, care nu era electrificat și nu avea niciun sistem de alarmare. Au evadat și unii care lucrau în afara lagărului, la adunat crengi pentru mascarea gardurilor. Istoricul britanic Chris Webb prezintă nominal 21 de evadați înainte de revoltă, care au supraviețuit războiului.
Au fost și încercări de evadare și evadări nereușite, care s-au soldat cu moartea deținuților în cauză. Unii care săreau din trenuri erau împușcați de gardienii care păzeau vagoanele. O dată, după reorganizarea lagărului, au încercat să evadeze șapte deținuți din echipa albastră, dar au fost prinși și împușcați, adjunctul comandantului anunțându-i pe ceilalți că dacă va mai încerca să evadeze vreunul, vor fi uciși zece deținuți ca represalii. 25 de deținuți din sectorul III au plănuit să evadeze, dar au fost trădați și toți au fost împușcați. Tot în sectorul III, șapte deținuți au săpat un tunel din baraca lor, de-a lungul întregii luni decembrie 1942 și cinci au reușit să iasă, când un gardian i-a observat și a deschis focul. Au fost găsiți într-un sat învecinat și au opus rezistență. Unul a scăpat, altul a fost împușcat pe loc, iar ceilalți trei au fost duși înapoi în lagăr și torturați, apoi spânzurați în fața celorlalți deținuți. Au fost și evadați care, neavând unde să meargă, s-au întors în ghetourile din localitățile lor și, când acestea au fost lichidate, au ajuns din nou la Treblinka, de unde nu au mai scăpat cu viață. Doi dintre evadații care s-au întors în ghetoul din Varșovia au participat la revolta de acolo și au căzut în luptă.

## Revolta

### Pregătirea revoltei
De la începutul anului 1943 au venit din ce în ce mai puține transporturi cu deportați la Treblinka, iar în februarie a început arderea cadavrelor din gropile comune. Apoi la deținuți au ajuns informații despre înfrângerea germanilor la Stalingrad. Aceste fapte i-au făcut pe deținuți să tragă concluzia că se apropie înfrângerea finală a Germaniei, că naziștii vor să șteargă urmele genocidului și că de aceea, până la urmă vor fi uciși toți deținuții. Au început să discute despre cum ar putea să scape. Își dădeau seama că încercările de evadare individuale sau în grupuri mici erau deja aproape imposibile din cauza măsurilor stricte luate de SS-iști pentru prevenirea lor. Se gândeau și la represaliile împotriva celor rămași în lagăr după evadări. Au ajuns la concluzia că soluția putea fi numai o revoltă și o evadare în masă. Mulți ar muri, dar măcar un oarecare număr din ei ar avea șansa de a scăpa cu viață.
Spre sfârșitul lui februarie sau începutul lui martie, s-a format în lagărul de jos un comitet de organizare din câțiva deținuți cu funcții și dintre deținuți lucrători din elita acestora, apoi și în lagărul de sus, sectorul de exterminare, a luat ființă un comitet. Deținuții de aici nu puteau ieși din sector, dar au reușit să participe la organizare datorită deținutului Jankiel Wiernik care putea circula, în mod excepțional, între cele două părți ale acestuia.
Prima sarcină pe care și-a asumat-o comitetul a fost procurarea de arme cu bani și obiecte prețioase sustrase cu riscul vieții de unii deținuți sortatori sau de Goldjuden. Se gândeau că puteau fi cumpărate prin membri ai echipei de camuflaj, cea care ieșea din lagăr ca să aducă crengi pentru camuflarea gardurilor și avea contacte sporadice cu localnici. Această idee s-a dovedit a fi irealizabilă.
Altă idee a fost de a pătrunde în magazia de armament și a scoate arme de acolo pentru a le ascunde în vederea revoltei. S-a ivit această posibilitate atunci când s-a stricat broasca ușii acesteia. Un deținut lăcătuș pus să o repare a profitat de ocazie ca să copieze cheia magaziei.
Inițial, revolta a fost hotărâtă pentru o dată de pe la începutul lui aprilie. Conspiratorii au reușit să scoată două lăzi de grenade din magazie, dar acestea nu aveau focoase⁠(d). Au trebuit să găsească repede un moment în care să le ducă înapoi în magazie, și revolta nu a putut fi declanșată. Singurele arme disponibile erau deocamdată uneltele pe care le aveau pentru lucru (topoare, lopeți, răngi), cuțite pe care le făceau și le ascundeau pentru revoltă. Singura posibilitate de a procura arme de foc a rămas aceea de a le lua din magazie chiar înaintea acesteia.
Declanșarea revoltei a fost hotărâtă pentru 2 august. Planul era să scoată armele din magazie și să le distribuie în secret la locurile de muncă, să atace membrii personalului de la locurile de muncă spre sfârșitul programului de lucru și să le ia armele, pe cât posibil tot în liniște. Prin explodarea unei grenade trebuia declanșată atacarea deschisă a restului personalului, luarea în stăpânire a întregului lagăr, tăierea liniilor telefonice și incendierea lagărului, apoi ieșirea tuturor deținuților în pădure și răspândirea lor..

### Evenimentele
Mărturiile despre revoltă nu concordă în toate amănuntele, dar desfășurarea ei se poate reconstitui în linii mari conform informațiilor despre care există consens.
Ziua de 2 august a început ca o zi de lucru oarecare, s-a ținut apelul de la ora 13 în pauza de prânz și apoi s-a reluat lucrul.
Răsculații au început să scoată câteva arme, muniții și grenade din magazie, dar această acțiune a fost oprită de un eneniment neprevăzut, și planul nu a mai putut fi urmat. Un SS-ist a venit în sectorul atelierelor și un deținut a tras cu pistolul asupra lui, crezând că acela putea să fi aflat de revoltă. Auzind împușcătura, ceilalți conspiratori răspândiți prin lagăr au crezut că s-a dat semnalul mai devreme, și evenimentele au devenit haotice. Deținuții au dat foc depozitului de carburant, atelierelor și mai multor barăci. Majoritatea deținuților nu știau că va fi o revoltă, din cauza necesității de a ține în secret pregătirile, și nu a mai existat ocazia de a-i anunța imediat înaintea declanșării revoltei, de aceea alergau în panică prin lagăr. Cei din lagărul de sus au ucis câțiva gardieni, le-au luat armele, au dat foc clădirilor de lemn, dar fără a reuși să incendieze și camerele de gazare. Gardienii trăgeau cu arme automate din turnurile de pază, pe când răsculații le puteau răspunde numai cu focuri sporadice. Cei mai mulți deținuți s-au repezit să evadeze prin gardurile tăiate în mai multe locuri, dar mulți s-au împiedicat de barajul antitanc și au fost uciși încercând să-l treacă. Lupta a durat în jur de o jumătate de oră.

### Urmările revoltei
În momentul revoltei se găseau în lagăr circa 850 de deținuți. Nu au vrut sau nu au putut să evadeze în jur de 100. Au fost uciși în luptă sau încercând să treacă peste garduri vreo 350-400. Liniile telefonice nefiind tăiate, comandantul a putut chema imediat forțe exterioare, care au venit repede. Din cei 350-400 care au reușit să evadeze, au fost uciși de aceste forțe circa 200 de oameni în după-amiaza de după evadare și în noaptea următoare. Personalul lagărului a avut foarte puține pierderi, un SS-ist rănit și cinci sau șase gardieni morți și răniți.
Germanii au pornit imediat o vânătoare intensă pentru a-i prinde pe cei în jur de 200 care au ajuns mai departe. Numai evadații care știau dinainte de revoltă puteau avea planuri pentru după evadare, și acelea foarte vagi, și în general nici ei nu aveau nimic pregătit. Doar câțiva aveau ceva aur, diamante sau bani însușiți cu riscul vieții din barăcile de sortare. S-au răspândit câte unul sau în număr mic împreună, și erau în voia soartei, putând conta numai pe norocul de a da de oameni care să-i ajute cu ascunzătoare și hrană. Unii supraviețuitori au relatat că au fost ajutați de localnici polonezi, dar alții au întâmpinat ostilitate din partea unor localnici.
În jur de 100 dintre cei 200 care au ajuns mai departe au fost și ei prinși și uciși. Totuși, aproape 80 evadați au scăpat și au supraviețuit războiului..

## Tabăra după revoltă
După revoltă și evadarea în masă, comandantul lagărului, Franz Stangl, nu a trebuit să facă un raport despre evenimente, deoarece nu a fost ucis niciun SS-ist S-a hotărât desființarea lagărului și ceea ce a fost distrus nu s-a mai reconstruit, căci aproape toți evreii din Polonia fuseseră deja deportați, dar nu a fost desființat imediat. Camerele de gazare nu fuseseră distruse în timpul revoltei și deportările și exterminarea au continuat cu transporturi mici până la 19 august 1943.
Naziștii voiau să șteargă orice urmă a crimelor lor, de aceea au trecut la distrugerea completă a lagărului. Cei circa 100 de deținuți rămași în lagăr au lucrat la distrugerea unei mari părți a lui. În 20 octombrie 1943, după revolta și evadarea din lagărul de exterminare Sobibor din 14 octombrie și uciderea tuturor deținuților rămași în lagăr, 30-50 dintre cei de la Treblinka au fost duși acolo ca să distrugă lagărul, după care au fost și ei uciși. Cei rămași la Treblinka au continuat distrugerea lagărului de aici și la 17 noiembrie au fost uciși cu toții.
Clădirea cu camerele de gazare a fost demolată și materialul folosit pentru construirea unei case pentru, după unele surse, un fost gardian de naționalitate germană din fostul lagăr, care și-a adus familia din Ucraina, și i-a fost amenajată o fermă. Terenul a fost în parte arat și semănat cu lupin, în parte plantat cu pini. După alte surse, la fermă s-au mutat două familii din Ucraina, a doua tot a unui fost gardian. Terenul a fost îngrădit și foștii gardieni creșteau cai, vaci și porci, dar aveau și sarcina să împiedice pătrunderea localnicilor. În august 1944, când Armata Roșie se apropia de Treblinka, gardienii au dat foc fermei și s-au refugiat. Localnicii polonezi au intrat pe teren ca să sape și să caute obiecte de valoare. Scriitorul sovietic Vasili Grossman, atunci corespondent de război, a fost la fața locului în septembrie 1944 și s-a informat despre lagăr de la localnici. A văzut ce ieșise la suprafață în urma săpăturilor: fragmente de oase, dinți, bucăți de haine, diverse obiecte fără valoare, fragmente de acte de identitate, fotografii, scrisori nearse complet.

## Soarta călăilor
Dintre SS-iștii din Treblinka, unul a fost ucis de un deținut de acolo (vezi mai sus). Unul a fost ucis după revoltă, de niște gardieni pe care îi conducea la lagărul Trawniki⁠(d), unde fuseseră instruiți. Doi SS-iști transferați după revolta de la Treblinka la Sobibor au fost uciși în revolta de aici. După lichidarea lagărului Treblinka, majoritatea au fost trimiși să lupte cu partizanii. Unul a murit într-o luptă cu cei din Iugoslavia, iar cinci în Italia de nord, printre care Christian Wirth, inspectorul operațiunii Reinhard, care a organizat și supravegheat sistemul de exterminare în lagărele din cadrul operațiunii, participând la reorganizarea lagărului Treblinka II în septembrie 1942.
Richard Thomalla, care a condus lucrările de construcție a lagărului Treblinka, a fost prins de sovietici și executat fără judecată la sfârșitul războiului.
Șaptesprezece SS-iști au fost arestați și cercetați penal. Doi s-au sinucis, unul după condamnarea la închisoare pe viață la un proces de la Dresda, în Germania de Est, în 1947, iar primul comandant al lagărului, Irmfried Eberl, înainte de procesul lui 1948. Un al doilea verdict a fost pronunțat în 1949, la Dresda, în procesul unuia dintre SS-iști. A fost condamnat la 9 ani de închisoare, dar a evadat și a trecut în Germania de Vest, unde nu a fost urmărit. Un al doilea a fost judecat în 1951 și condamnat la închisoare pe viață. Procesul majorității lor a avut loc la Düsseldorf, în 1964-1965. Patru au fost condamnați la închisoare pe viață. Trei dintre ei au murit în închisoare, iar Kurt Franz a fost eliberat după 34 de ani. Cinci condamnați în 1965 au avut pedepse mai ușoare, dintre care trei au fost eliberați înainte de termen. Unul a fost achitat și unul a murit înainte de deschiderea procesului.
În 1966 a mai fost condamnat un SS-ist la Hagen, la patru ani de închisoare.
Ultimul proces a fost cel al lui Franz Stangl. Acesta fusese arestat în 1947 în Austria, dar a evadat în 1948 și a reușit să ajungă în Siria, apoi în Brazilia. A fost găsit acolo în urma cercetărilor lui Simon Wiesenthal și arestat în 1967, apoi condamnat la închisoare pe viață în Germania, în 1970. A murit în închisoare, în 1971, de atac de cord, la 19 ore după ultima sa convorbire cu cercetătoarea Gitta Sereny.
Unul din SS-iști a murit acasă, fiind în permisie în timpul războiului, iar încă unul a fost victima unui accident la câteva luni după război. Majoritatea SS-iștilor au avut o soartă necunoscută, și câțiva nu au fost urmăriți.
Dintre foștii gardieni de la Treblinka, unii au rămas în Polonia, alții s-au întors în URSS, cei de naționalitate germană au plecat în Germania de Vest, iarăși alții au emigrat în Statele Unite ale Americii, Canada sau Regatul Unit. Numai o parte din ei au fost urmăriți, judecați și eventual condamnați. În anii 1950-1960, în Polonia, patru au fost condamnați la câțiva ani de închisoare. Unul extrădat în URSS a executat cinci ani din 25 la câți a fost condamnat. În anii 1970, în SUA au avut loc procese în urma cărora doar s-a retras cetățenia unor foști gardieni, pentru că în cererea de imigrare și-au trecut sub tăcere trecutul. În 1984, unul a fost extrădat în URSS, unde a fost condamnat la moarte și executat.

## Cunoașterea realității despre Treblinka
Naziștii nu au reușit să ascundă ce se întâmpla la Treblinka nici în timpul funcționării lagărului.
Primele informații au ajuns în ghetoul de la Varșovia între 8 și 10 august 1942, de la un activist evreu care a informat despre transporturi îndreptate spre Treblinka.
Printre primii care au publicat informații despre realitatea lagărului a fost Armia Krajowa, în Raportul nr. 30 (55) și Raportul nr. 33 (58) din buletinul ei informativ clandestin din 17 august 1942.
Au urmat relatări de la primii evadați care făceau cunoscut semenilor lor încă nedeportați ce se întâmpla în lagăr. Primul de la care provine o mărturie scrisă a fost Abraham Krzepicki⁠(d), deportat din ghetoul de la Varșovia, care a evadat la 13 septembrie 1942, după 18 zile de detenție, și a reușit să ajungă înapoi în același ghetou. Mărturia lui a fost transcrisă acolo de Rachel Auerbach⁠(d), în limba idiș, în cadrul acțiunii conduse în ghetou de către istoricul și lucrătorul în domeniul social Emanuel Ringelblum⁠(d). A fost constituită o arhivă de circa 30.000 de scrieri și fotografii care documentează soarta evreilor din ghetou. Acestea au fost ascunse în recipiente de metal îngropate în subsoluri, dintre care mare parte au fost găsite în 1946 și 1950. Krzepicki a căzut în luptă în timpul revoltei din ghetou, dar mărturia lui era printre documentele găsite în 1950.
Informații ca cele furnizate de Krzepicki au continuat să ajungă la Armia Krajowa, precum cele din raportul din octombrie 1942 al Camerei 1631 a Departamentului de informații al comandamentului suprem al organizației. Informații despre lagăr au ajuns și la Tel-Aviv, unde Agenția Evreiască le-a rezumat într-o telegramă trimisă la 4 decembrie 1942 Congresului Mondial Evreiesc⁠(d), la New York. Armia Krajowa trimitea informații și despre lagăre guvernului polonez în exil la Londra. Ministerul de Interne al acestuia a trimis guvernului britanic un raport detaliat despre Treblinka în august 1944.
Informații, dintre care multe dovedite cu documente, au fost furnizate rezistenței poloneze de către Franciszek Ząbecki. El ținea în secret evidența trenurilor care aduceau deportați și se întorceau goale sau cu lucruri luate de la aceștia, având acces și la documentele de însoțire ale acestor trenuri. În 1944 și-a însușit un lot de documente pe care le-a păstrat ca dovezi.
După revoltă, evadatul Jankiel Wiernik a fost ajutat de rezistența poloneză să se ascundă. Aceasta l-a îndemnat să relateze în scris ceea ce cunoștea despre Treblinka și cele trăite de el acolo, și a publicat clandestin, în mai 1944, mărturia lui într-o broșură în 2.000 de exemplare.
Un public relativ limitat la cel din Uniunea Sovietică a putut lua cunoștință despre Treblinka dintr-un eseu al lui Vasili Grossman publicat în 1944, curând după ce a fost acolo. Eseul a fost republicat prima oară într-o broșură, în 1945, și folosit ca document al acuzării în procesele de la Nürnberg. Tot în 1945 a apărut în traducere engleză, la New York, broșura lui Jankiel Wiernik.
După război, începând cu 1945, mai mulți evadați supraviețuitori, dar și polonezi au depus mărturii în fața unor instanțe juridice despre ceea ce știau despre Treblinka. Fostul deținut Samuel Rajzman⁠(d) a depus mărturie la unul din procesele de la Nürnberg, în 1946.
În procesele SS-iștilor de la Treblinka au depus mărturie mai mulți foști deținuți și alte persoane, printre care un martor foarte important a fost Franciszek Ząbecki, la procesele de la Düsseldorf din 1964-1965 și 1970. Deși au căutat să diminueze amploarea crimelor lor, adevărul a reieșit și din spusele acuzaților. De exemplu, fostul SS-ist Franz Suchomel⁠(d) a relatat printre altele că până în septembrie 1942, din cauza numărului prea mare de deportați aduși, atunci când soseau trenurile, două treimi din ei erau morți în vagoane.
Trei supraviețuitori au publicat cărți despre ce au trăit în lagăr, în cursul revoltei și al evadării: Samuel Willenberg, Richard Glazar⁠(d) și Chil Rajchman⁠(d). Alți supraviețuitori au scris articole.. Dintre aceștia, și alții, au avut întrevederi cu cercetători care s-au ocupat de Holocaust, cu unii dintre ei și în anii 2000 și 2010. De pildă cercetătorul ceh Michal Chocholatý redă fragmente de întrevederi cu șase foști deținuți evadați.
Există și filme documentare care conțin mărturii despre Treblinka:
- 1985 – filmul Shoah (Holocaust), realizat de jurnalistul, scriitorul și cineastul francez Claude Lanzmann[145][146], în care sunt părți consacrate lagărului de la Treblinka, cu interviuri luate foștilor deținuți Richard Glazar și Abraham Bomba, unor țărani și feroviari locali, fostului SS-ist Franz Suchomel și unui procuror german;
- 2002 – filmul polonez, Ostatni świadek (Ultimul martor), cu fostul deținut Samuel Willenberg, în care apare și camaradul său, Kalman Taigman⁠(d)[147];
- 2002 – filmul uruguayan A pesar de Treblinka (În ciuda Treblinkăi), cu cei doi de mai sus și cu camaradul lor Chil Rajchman[148];
- 2012 – filmul BBC difuzat cu titlul Death Camp Treblinka: Survivor Stories (Lagărul morții Treblinka: Relatări ale unor supraviețuitori) în Regatul Unit, și Treblinka's Last Witness (Ultimul martor al Treblinkăi) în SUA, cu Willenberg pe locul fostului lagăr, la Varșovia și în Israel, și cu Kalman Taigman[149];
- 2016 – filmul francez Treblinka, je suis le dernier Juif (Treblinka, sunt ultimul evreu), cu Chil Rajchman[150].

După război nu au fost luate măsuri pentru păstrarea a ceea ce s-ar mai fi putut găsi din lagăr. Abia în 2010 au început cercetări arheologice la fața locului. Mai întâi au avut loc cercetări non-invazive cu sisteme LIDAR⁠(d) și georadar⁠(d) (GPR), apoi, în 2013 săpături cu aprobarea inclusiv a Oficiului șef-rabinului Poloniei, deoarece, conform legilor iudaismului, este considerată profanare săparea în locuri unde sunt îngropați evrei. Săpăturile reduse la câțiva metri pătrați au fost conduse de cercetătoarea britanică Caroline Sturdy Colls⁠(d) și au dus la găsirea unor fragmente de oase umane, mici obiecte de folosință personală și, pentru prima oară, bucăți de gresie pentru baie și pietre despre care s-a tras concluzia că sunt rămășițe ale camerelor de gazare. La aceste cercetări a fost realizat filmul documentar britanic Treblinka. Inside Hitler's Secret Death Camp (Treblinka. În interiorul lagărului morții secret al lui Hitler).

## Filme artistice
Regizorul britanic Benjamin Ross⁠(d) a realizat în 2005 filmul de scurt metraj Torte Bluma, inspirat dintr-o întâmplare relatată în închisoare cercetătoarei Gitta Sereny de către Franz Stangl, fostul comandant al lagărului. Evenimentul era legat de deținutul Richard Blau, bucătar în lagăr, cu care Stangl zicea că se purtase prietenos, și care nu a supraviețuit.
În 2016 a fost prezentat eseul cinematografic Treblinka, de regizorul și scenaristul portughez Sérgio Tréfaut⁠(d), pe baza memoriilor lui Chil Rajchman.

## Onorarea victimelor și a revoltei
Forme de onorare au început în 1947, când elevi conduși de un învățător și preot catolic au adunat fragmentele de oase ieșite la suprafață în urma căutărilor de obiecte prețioase, și le-au îngropat. În același an, un Comitet al Amintirii Victimelor de la Treblinka a inițiat un concurs pentru proiectarea unui memorial, dar nu a găsit finanțare și s-a desființat. În 1949, autoritățile orașului Sokołów Podlaski a protejat terenul cu un gard și o poartă. În 1958, consiliul voievodatului a declarat terenul Loc al Martiriului Evreilor și a început exproprierea părților din teren care aparțineau unor localnici. În 1964 a fost inaugurat un monument, primul element al memorialului.. Acesta a fost îmbogățit treptat cu alte elemente, iar în 2010 s-a construit o clădire cu o expoziție permanentă, fostul lagăr devenind Muzeul Treblinka, ce include și fostul lagăr Treblinka I.
În fostul lagăr au loc în mod regulat comemorări, în special la aniversarea revoltei, și vizite organizate pentru tineri din toată lumea, în cadrul acțiunii anuale Marșul Vieții⁠(d).